# Люксембург на зимних Олимпийских играх 2022
Люксембург выступал на зимних Олимпийских играх 2022 года в Пекине (Китай) с 4 по 20 февраля 2022 года, но не завоевал ни одной медали.

## Состав сборной
Сборная Люксембурга состояла из двух спортсменов-горнолыжников. Матьё Ош и Гвинет Тен Раа были знаменосцами страны на церемонии открытия, Ош также был знаменосцем на церемонии закрытия..
| Спортс      | Мужчины | Женщины | Всего |
| ----------- | ------- | ------- | ----- |
| Горные лыжи | 1       | 1       | 2     |
| Всего       | 1       | 1       | 2     |

### Лыжные гонки
Выполнив основные квалификационные стандарты, Люксембург получил право участия одного лыжника в гонках среди мужчин, но всё же решил не использовать квоту.

## Горные лыжи
По основным квалификационным стандартам горнолыжных видов спорта Люксембург получил право участия одного спортсмена среди мужчин и одной спортсменки в соревнованиях среди женщин.
| Спортсмен      | Событие                   | 1 спуск | 1 спуск | 2 спуск        | 2 спуск        | Всего          | Всего          |
| Спортсмен      | Событие                   | Время   | Место   | Время          | Место          | Время          | Место          |
| -------------- | ------------------------- | ------- | ------- | -------------- | -------------- | -------------- | -------------- |
| Матьё Ош       | Мужской гигантский слалом | 1:10.60 | 34      | 1:15.94        | 28             | 2:26.54        | 28             |
| Матьё Ош       | Мужской слалом            | НФ      | НФ      | Не продвинулся | Не продвинулся | Не продвинулся | Не продвинулся |
| Гвинет Тен Раа | Женский гигантский слалом | НФ      | НФ      | Не продвинулся | Не продвинулся | Не продвинулся | Не продвинулся |
| Гвинет Тен Раа | Женский слалом            | НФ      | НФ      | Не продвинулся | Не продвинулся | Не продвинулся | Не продвинулся |